# Barachias
Barachias is de vergriekste naam van Berach van Cluain, een Ierse heilige uit de zesde eeuw. Hij zou gestorven zijn in 595. Het grootste deel van zijn leven bracht hij door in het diocees van Elphin, in het westen van Ierland. Hij werd opgevoed door zijn oom Freoch, die ook als een heilige beschouwd wordt. Later studeerde hij bij de heilige Kevin van Glendalough. Berach stichtte de abdij van Clusin-Coirpte, nu Termonbarry in de County Dublin. Zijn feestdag is op 15 februari en hij is de patroonheilige van Termonbarry. Hij wordt nog steeds vereerd in Roscommon. Zijn bisschopsstaf is bewaard gebleven, en ligt nu in het National Museum of Ireland in Dublin.
- Gemeinsame Normdatei: 1035491443
- Virtual International Authority File: 300803428